# The Long Ryders
The Long Ryders sono un gruppo rock statunitense, formato a Los Angeles all'inizio degli anni ottanta.
Generalmente vengono associati al fenomeno chiamato Paisley Underground. Il loro suono è ispirato a quello dei The Byrds nel periodo Gram Parsons, dei Buffalo Springfield e dei The Flying Burrito Brothers, filtrati, però, attraverso l'esperienza del punk. Il gruppo si è sciolto alla fine degli anni ottanta per riunirsi poi nel 2004 per un breve tour europeo.

## La storia
Sid Griffin, originario del Kentucky ma trasferitosi dal 1977 in California, con alle spalle un EP con The Unclaimed, e dopo aver cercato, tra l'altro, di formare una band con Steve Wynn, fonda il gruppo alla fine del 1981. Il nome deriva dal titolo del film di Walter Hill I cavalieri dalle lunghe ombre e dai Byrds il gruppo prende l'idea di mettere la Y al posto della I. La formazione comprende, oltre a Griffin, l'altro chitarrista Steve McCarthy, il batterista Greg Sowders provenienti dagli Unclaimed e il bassista Barry Shank.
I Long Ryders si fanno le ossa sui palchi dei club di Los Angeles, che spesso dividono con The Dream Syndicate e True West. Nel 1982, sostituito Shank con Des Brewer, compaiono con alcuni brani nella compilation The Radio Tokyo Tapes. L'anno seguente pubblicano il loro primo disco: un minilp, prodotto da Earle Mankey, intitolato 10-5-60, nel quale sono messi in evidenza la notevole vena compositiva di Griffin e l'energico sound chitarristico del gruppo.
Dopo un aggiustamento della formazione, il gruppo ha pubblicato nel 1985 l'album d'esordio Native Sons considerato il loro migliore e nel quale è ospite Gene Clark. Dello stesso anno è State of Union, il disco che li vide esordire su marchio Island.
Nel 1987 Steve McCarthy ha formato i Gutterball. Il gruppo si scioglie nel 1989 e Griffin, dopo essersi trasferito a Londra, forma The Coal Porters. Entrambi si sono trovati nel 1993 per la realizzazione dell'album tributo a Gram Parsons Commemorativo.

## Formazione
- Sid Griffin - voce, chitarra
- Stephen McCarthy - chitarra, mandolino, banjo, voce
- Tom Stevens - basso, voce
- Greg Sowders - batteria
- Barry Shank - basso (1982)
- Des Brewer - basso (1982-1983)

## Discografia
Album in studio
- 1985 - Native Sons
- 1985 - State of Our Union
- 1987 - Two-Fisted Tales
- 2019 - Psychedelic Country Soul

EP
- 1984 - 10-5-60

Live
- 1994 - BBC Radio One Live in Concert
- 2002 - Rockin' at the Roxy

Compilation
- 1989 - Metallic B.O.
- 1998 - Anthology
- 2004 - Best of the Long Ryders